# Erioptera (Erioptera) trivittata
Erioptera (Erioptera) trivittata is een tweevleugelige uit de familie steltmuggen (Limoniidae). De soort komt voor in het Afrotropisch gebied.